# Plătărești, Călărași
Plătărești este satul de reședință al comunei cu același nume din județul Călărași, Muntenia, România.
În acest sat s-a născut Mihail Dragomirescu (22. III. 1868-25. XI. 1942), critic și teoretician literar, estetician, profesor universitar la București, membru al Academiei române, autor al (între altele) lucrării Știința literaturii (1926).
Prin comună trece și calea ferată București-Oltenița, care este deservită de halta Plătărești.
Bulgarii s-au stabilit în sat în perioadele 1806 - 1814 și 1828 - 1834. Unele date indică faptul că bulgarii au locuit în sat încă din secolul al XIV-lea. În perioada 1910-1920, în sat locuiau 620 de bulgari, proveniți din regiunea Razgrad. În 1972, peste 80 % din populația satului era de origine bulgară, dar puțini dintre locuitori vorbeau limba bulgară. 